# Molendoa platyphyllum
Molendoa platyphyllum là một loài Rêu trong họ Pottiaceae. Loài này được (R.S. Williams) R.H. Zander mô tả khoa học đầu tiên năm 1993.